# Xpdf
Xpdf é um software visualizador de arquivos no formato PDF, de código aberto para o X Window System. Funciona em praticamente qualquer sistema operacional padrão Unix.  Este software é capaz de decodificar LZW e ler PDFs criptografados. A versão oficial obedece o DRM (Digital Rights Management) dos arquivos PDF, o que pode prevenir cópias, impressão ou conversão de alguns arquivos PDF.
Existem alterações (patches) que permitem ignorar essas restrições de DRM.
Xpdf inclui diversos programas que não requerem o X Window System, incluindo programas que extraem imagens dos arquivos PDF, convertem para PostScript ou texto.
Xpdf é também usado como backend para outros leitores de PDF como o KPDF, e seu mecanismo é utilizado por visualizadores de PDF como: BePDF no sistema operacional BeOS, !PDF no sistema Risc OS e PalmPDF no Palm OS.